# Swiss Open 1999
Die Swiss Open 1999 im Badminton fanden vom 16. bis zum 21. März 1999 in der St. Jakobshalle Basel statt. Das Preisgeld betrug 80.000 US-Dollar. Das Turnier hatte damit einen Drei-Sterne-Status im Grand Prix.

## Sieger und Platzierte
| Disziplin    | Gold                       | Silber                       | Bronze                               |
| ------------ | -------------------------- | ---------------------------- | ------------------------------------ |
| Herreneinzel | Fung Permadi               | Marleve Mainaky              | Thomas Stuer-Lauridsen               |
| Herreneinzel | Fung Permadi               | Marleve Mainaky              | Poul-Erik Høyer Larsen               |
| Dameneinzel  | Cindana Hartono            | Yasuko Mizui                 | Miho Tanaka                          |
| Dameneinzel  | Cindana Hartono            | Yasuko Mizui                 | Kanako Yonekura                      |
| Herrendoppel | Jens Eriksen Jesper Larsen | Michael Søgaard Jim Laugesen | Martin Lundgaard Hansen Michael Lamp |
| Herrendoppel | Jens Eriksen Jesper Larsen | Michael Søgaard Jim Laugesen | Janek Roos Thomas Stavngaard         |
| Damendoppel  | Mette Sørensen Rikke Olsen | Ann Jørgensen Majken Vange   | Joanne Goode Donna Kellogg           |
| Damendoppel  | Mette Sørensen Rikke Olsen | Ann Jørgensen Majken Vange   | Helene Kirkegaard Pernille Harder    |
| Mixed        | Simon Archer Joanne Goode  | Michael Søgaard Rikke Olsen  | Nathan Robertson Joanne Davies       |
| Mixed        | Simon Archer Joanne Goode  | Michael Søgaard Rikke Olsen  | Chris Bruil Erica van den Heuvel     |

## Finalresultate
| Disziplin    | Sieger                     | Gegner                       | Ergebnis           |
| ------------ | -------------------------- | ---------------------------- | ------------------ |
| Herreneinzel | Fung Permadi               | Marleve Mainaky              | 15:13, 15:0        |
| Dameneinzel  | Cindana Hartono            | Yasuko Mizui                 | 7:11, 11:6, 13:10  |
| Herrendoppel | Jens Eriksen Jesper Larsen | Jim Laugesen Michael Søgaard | 15:6, 12:15, 17:16 |
| Damendoppel  | Rikke Olsen Mette Sørensen | Ann Jørgensen Majken Vange   | 15:2, 15:0         |
| Mixed        | Simon Archer Joanne Goode  | Michael Søgaard Rikke Olsen  | 15:5, 15:4         |

## Halbfinalresultate
| Disziplin    | Sieger                       | Gegner                               | Ergebnis          |
| ------------ | ---------------------------- | ------------------------------------ | ----------------- |
| Herreneinzel | Marleve Mainaky              | Thomas Stuer-Lauridsen               | 15:8, 16:17, 15:3 |
|              | Fung Permadi                 | Poul-Erik Høyer Larsen               | 15:13, 15:11      |
| Dameneinzel  | Cindana Hartono              | Miho Tanaka                          | 11:9, 11:3        |
|              | Yasuko Mizui                 | Kanako Yonekura                      | 10:13, 11:5, 11:8 |
| Herrendoppel | Jim Laugesen Michael Søgaard | Martin Lundgaard Hansen Michael Lamp | 15:2, 15:11       |
|              | Jens Eriksen Jesper Larsen   | Janek Roos Thomas Stavngaard         | 15:6, 17:14       |
| Damendoppel  | Rikke Olsen Mette Sørensen   | Joanne Goode Donna Kellogg           | 15:8, 15:3        |
|              | Ann Jørgensen Majken Vange   | Helene Kirkegaard Pernille Harder    | 8:15, 15:12, 15:8 |
| Mixed        | Simon Archer Joanne Goode    | Nathan Robertson Joanne Davies       | 15:5, 15:12       |
|              | Michael Søgaard Rikke Olsen  | Chris Bruil Erica van den Heuvel     | 15:7, 15:10       |

## Viertelfinalresultate
| Disziplin    | Sieger                               | Gegner                                  | Ergebnis                 |
| ------------ | ------------------------------------ | --------------------------------------- | ------------------------ |
| Herreneinzel | Marleve Mainaky                      | Vladislav Druzchenko                    | 15:10, 15:7              |
|              | Thomas Stuer-Lauridsen               | Oliver Pongratz                         | 15:5, 15:12              |
|              | Fung Permadi                         | Peter Rasmussen                         | 17:14, 15:7              |
|              | Poul-Erik Høyer Larsen               | Tomas Johansson                         | 15:5, 15:4               |
| Dameneinzel  | Miho Tanaka                          | Joanne Muggeridge                       | 4:11, 11:1, 11:5         |
|              | Cindana Hartono                      | Judith Meulendijks                      | 11:6, 11:6               |
|              | Yasuko Mizui                         | Sun Jian                                | 11:9, 11:1               |
|              | Kanako Yonekura                      | Mette Sørensen                          |                          |
| Herrendoppel | Janek Roos Thomas Stavngaard         | Peter Axelsson Pär-Gunnar Jönsson       | 15:8, 17:14              |
|              | Jim Laugesen Michael Søgaard         | Michael Helber Björn Siegemund          | 15:13, 15:10             |
|              | Jens Eriksen Jesper Larsen           | Quinten van Dalm Dennis Lens            | 15:4, Aufgabe            |
|              | Martin Lundgaard Hansen Michael Lamp | Victo Wibowo Lee Wei-jen                | 15:13, 15:6              |
| Damendoppel  | Rikke Olsen Mette Sørensen           | Joanne Davies Sarah Hardaker            | 15:3, 15:7               |
|              | Joanne Goode Donna Kellogg           | Haruko Matsuda Yoshiko Iwata            | 15:12, 15:7              |
|              | Helene Kirkegaard Pernille Harder    | Indarti Issolina Carmelita              | 10:15, 17:14, 15:11      |
|              | Ann Jørgensen Majken Vange           | Erica van den Heuvel Lonneke Janssen    | 16:17, 15:13, 15:10      |
| Mixed        | Nathan Robertson Joanne Davies       | Jesper Larsen Ann-Lou Jørgensen         | 17:15, 7:15, 15:10       |
|              | Michael Søgaard Rikke Olsen          | Martin Lundgaard Hansen Pernille Harder | 15:5, 15:12              |
|              | Simon Archer Joanne Goode            | Jens Eriksen Indarti Issolina           | 15:7, 15:12              |
|              | Chris Bruil Erica van den Heuvel     | Jon Holst-Christensen Ann Jørgensen     | 8:15, 15:12, 2:6 Aufgabe |